# Dekanat Pysznica
Dekanat Pysznica – jeden z 25 dekanatów w rzymskokatolickiej
diecezji sandomierskiej. Powstał w 2010 roku w miejsce zlikwidowanego dekanatu Stalowa Wola – Północ.

## Parafie
W skład dekanatu wchodzi 8 parafii:
- parafia Przemienienia Pańskiego – Jastkowice
- parafia Wniebowzięcia NMP i św. Maksymiliana Kolbe – Kłyżów
- parafia św. Apostołów Piotra i Pawła – Krzaki
- parafia św. Jadwigi Królowej – Pilchów
- parafia Podwyższenia Krzyża Świętego i św. Jana Chrzciciela – Pysznica
- parafia św. Wojciecha – Rzeczyca Długa
- parafia św. Leonarda – Turbia
- parafia Nawiedzenia NMP i św. Józefa – Wola Rzeczycka.